# 国民共和海军 (意大利)
国民共和海军（義大利語：Marina Nazionale Repubblicana）是意大利社会共和国的海军力量。
1943年9月底，在意大利社会共和国成立后，国民共和海军正式组建。在意大利王国和同盟國阵营于1943年9月3日签订《卡西比爾停戰協定》后，意大利王家海军的大部分舰船都來到到了受盟军控制的港口马耳他，只有少数船只留在意大利各个港口，这些船中的绝大部分因為正在接受维护或整修，所以未能前往馬耳他。停战后，这些船所在地由於仍然被德軍控，所以要么被德军凿沉，要么被并入德意志国防军海军。因此，国民共和海军其实连一支像样的舰队都没有。
1945年4月末，国民共和海军在意大利社会共和国垮台后解散。